# Saison cyclonique 1996 dans l'océan Atlantique nord
La saison cyclonique 1996 dans l'océan Atlantique nord débute officiellement le 1er juin 1996 et se finit le 30 novembre 1996. Ces dates conventionnelles délimitent la période durant laquelle il est le plus probable qu'un cyclone tropical se forme. Cette saison préfère respecter cette convention plutôt que les moyennes climatologiques. Elle commence avec Arthur qui se forme le 17 juin. Marco se dissipe le 26 novembre. La saison est particulièrement active. La première explication peut venir de l’oscillation atlantique multidécennale, qui a basculé en phase positive l'année dernière. Même si les anomalies retombent un peu en 1996 et 1997, elles sont néanmoins restées positives et bien présentes. De plus, un événement La Niña a persisté jusqu'au printemps, mais ses conséquences se sont propagés jusqu'à l'été. L'activité de la saison est particulièrement visible avec le nombre d'ouragans majeurs. Il s'en est formé six, à comparer aux 8 enregistrés en 1950, l'un des rares records qui tient toujours face à 2005.

## Bilan

### Description de la saison
Durant le mois de juin, seul Arthur se forme, ce qui fait que ce mois reste plutôt calme. Il inaugure cependant une longue succession de débarquements en Caroline du Nord. Le mois de juillet devient actif, mais sans excès particulier. Bertha, en début du mois, est un ouragan capverdien majeur précoce. Il frappe également la Caroline du Nord. Cesar, en fin de mois, dévaste l'Amérique centrale et devient l'ouragan le plus meurtrier de la saison. Il sera l'un des rares cyclones tropicaux à traverser la péninsule et à survivre à cette traversée. Il devient dans le Pacifique Nord l'Ouragan Douglas.
Le mois d'août est surtout actif à la fin. En effet, les quatre cyclones sont nommés après le 19 août. Il y a d'abord Dolly, qui traverse l'Amérique centrale, mais plus au nord que Cesar. Il y a ensuite Edouard, ouragan le plus puissant de la saison, qui connait une belle longévité. Puis Fran, ouragan cap verdien typique avec lui aussi une belle longévité, touche la Caroline du Nord. Enfin Gustav se dispersera dans l'Atlantique, et se fera vite oublier.
Paradoxalement, le mois de septembre est un mois plutôt calme, et la saison se résume à deux ouragans majeurs. Au début du mois, Hortense, nouvel ouragan cap verdien, dévaste les Antilles. Puis Isidore, dernier ouragan cap verdien, sévit seulement dans l'Atlantique. Le mois d'octobre a une activité cyclonique classique, qui se replie dans la mer des Caraïbes. Josephine est la dernière à toucher la Caroline du Nord, même si elle avait alors perdu ses caractéristiques tropicales. Kyle a une durée de vie réduite mais parvient à atteindre le stade de tempête tropicale. Lili, dernière ouragan majeur, touche les Grandes Antilles. La saison se finit avec Marco, qui devient le dernier ouragan de la saison dans le sud de la Mer des Caraïbes.

### Noms des tempêtes 1996
La liste des noms utilisée pour nommer les tempêtes et les ouragans pour 1996 était exactement la même que celle de 1990, à l'exception de Dolly et Kyle qui remplacent Diana et Klaus. À la suite des dégâts importants qu'ils ont causés et selon la tradition, les noms Cesar, Fran et Hortense ont été retirés pour être remplacés par Cristobal, Fay et Hanna en 2002.
Le nom Kyle a été utilisé pour la première fois lors de cette année 1996. Ceux en gris n'ont pas été utilisés.
- Arthur
- Bertha
- Cesar*
- Dolly
- Edouard
- Fran*
- Gustav
- Hortense*
- Isidore
- Josephine
- Kyle
- Lili
- Marco
- Nana
- Omar
- Paloma
- Rene
- Sally
- Teddy
- Vicky
- Wilfred

* Ces noms ont été retirés de la liste de l'Organisation météorologique mondiale.

## Énergie cumulative des cyclones tropicaux (ACE)
| ACE (104 kt2) | ACE (104 kt2) | ACE (104 kt2) | ACE (104 kt2) | ACE (104 kt2) | ACE (104 kt2) | ACE (104 kt2) | ACE (104 kt2) | ACE (104 kt2) | ACE (104 kt2) | ACE (104 kt2) | ACE (104 kt2) |
| ------------- | ------------- | ------------- | ------------- | ------------- | ------------- | ------------- | ------------- | ------------- | ------------- | ------------- | ------------- |
| 1             | 49,31         | Edouard       | 5             | 17,38         | Bertha        | 9             | 3,90          | Dolly         | 13            | 0,052         | Kyle          |
| 2             | 22,88         | Fran          | 6             | 12,88         | Isidore       | 10            | 2,35          | Gustav        |               |               |               |
| 3             | 22,63         | Lili          | 7             | 6,08          | Marco         | 11            | 1,61          | Josephine     |               |               |               |
| 4             | 21,82         | Hortense      | 8             | 3,96          | Cesar         | 12            | 0,081         | Arthur        |               |               |               |
| Total=166     |               |               |               |               |               |               |               |               |               |               |               |

Le tableau de droite montre l'énergie des systèmes de 2002 selon l'algorithme Accumulated Cyclone Energy (ou ACE) du National Weather Service qui est en gros une mesure l'énergie dégagée instantanément multipliée par sa durée de vie. Quatre ouragans ont dépassé les 20 × 104 kt2, Edouard dépassant même les 40 × 104 kt2, ce qui montre clairement une saison active.

### Chronologie des événements
* Ces noms ont été retirés de la liste de l'Organisation météorologique mondiale.

## Cyclones tropicaux

### Tempête tropicale Arthur
Pour les articles homonymes, voir Cyclone tropical Arthur.
Une onde tropicale aurait conduit à ma formation d'une zone pluvio-orageuse au nord des Bahamas. Elle donne naissance à la Première dépression tropicale le 17 au soir. Son déplacement est dirigé par l'anticyclone des Açores. Le 19 juin, devenu tempête tropicale, elle est nommée Arthur. Peinant à se renforcer, son échouage à Cap Lookout l'affaiblit. Elle devient finalement extratropicale le 21, alors qu'elle se creusait, puis est absorbée dans la circulation d'Ouest par une autre dépression. Les dommages subis sont chiffrés à 1 million de dollars, mais il n'y eut par chance aucune victime.

### Ouragan Bertha
Une onde tropicale, au-dessus de l'Atlantique le 1er juillet, forme une dépression tropicale, la Deuxième, le 5 juillet. Devenue une tempête tropicale, nommée Bertha, elle est un ouragan capverdien inhabituellement précoce. Son parcours est classique, orienté à l'ouest, puis progressivement au nord-ouest, en longeant l'anticyclone des Açores. Bertha devient un ouragan à l'Est des Petites Antilles. Elle passe alors au-dessus de plusieurs îles. S'intensifiant temporairement en ouragan majeur, elle passe par la suite au nord-est des Bahamas en tant qu'ouragan de catégorie 2. Elle perd ce statut, puis le regagne avant de toucher la Caroline du Nord près de Topsail Beaches
Plusieurs morts lui sont imputés, 12, mais la plupart indirectement. Les données pour les États-Unis indiquent que les dégâts se chiffrent à 270 millions de dollars.

### Ouragan Cesar
Une onde tropicale, qui a quitté l'Afrique le 17 juillet, se développe à partir du 22 juillet. Elle forme la dépression tropicale Trois à l'Ouest des Antilles. Longeant de près la côte nord de l'Amérique du Sud, son creusement est entravé. Elle est reclassée tempête tropicale Cesar le lendemain, mais ce n'est que le 27 juillet qu'elle devient un ouragan. Il atteint son intensité maximale au moment il touche terre à quelques kilomètres au nord de Bluefields. Continuant d'avancer droit devant lui, il se retrouve au-dessus du Pacifique nord-est le 29, et sera rebaptisé Douglas. Cesar fera 51 morts, dont la plupart au Costa Rica.

### Ouragan Dolly
Une onde tropicale émarge au-dessus de l'Atlantique le 9 août. Elle ne structure que le 19 août en dépression tropicale, la quatrième. Le jour même, elle accède au statut de tempête tropicale et est nommée Dolly. Elle a ainsi une origine similaire à Cesar. Elle atteint brièvement le statut d'ouragan, puis s'échoue près de Chetumal. Elle traverse le Yucatan, puis au-dessus du Golfe du Mexique, elle se creuse de nouveau. Elle redevient un ouragan, tout en touchant terre entre Tampico et Tuxpan. Dolly se disperse au-dessus du Mexique. Dolly tuera 14 personnes. Les dommages seront importants aux cultures. Mais aucune estimation des dégâts n'existe.

### Ouragan Edouard
Une onde tropicale déjà bien organisée traverse l'Afrique à partir du 17. Le 19, alors qu'elle vient d'arriver au-dessus de l'Atlantique, elle donne naissance à la dépression tropicale Cinq. S'intensifiant lentement en tempête tropicale, nommé Edouard, puis en ouragan, elle suit une trajectoire classique ouest, puis nord-ouest. Le 24 août, il entame une courte phase de creusement explosif, qui l'emmène à la catégorie 4 des ouragans. Son intensité fluctuera par la suite, mais il reste un ouragan majeur pendant 7 jours. Après être tourné au nord, Edouard s'affaiblit petit à petit jusqu'à devenir extratropical le 3 septembre. Curieusement, il a alors évité Terre-Neuve. Edouard tua deux personnes, mais, restant loin des terres, il n'a pas occasionné de dommages importants. Ils sont estimés 4,25 millions de dollars.

### Ouragan Fran
Derrière l'onde tropicale du 19 août, futur Edouard, arrive une seconde le 22 août. Le lendemain, elle devient la dépression tropicale Six. Cependant, Edouard gêne son développement. Il faudra attendre 4 jours, ce qui est peu courant, avant qu'elle ne devienne la tempête tropicale Fran le 27 août. À la différence d'Edouard, Fran continue de se diriger vers le nord-ouest, sans tourner au nord. S'éloignant de celui-ci, il peut se renforcer en ouragan majeur le 4 septembre. Le 6 septembre, il touche terre près de Cap Fear en Caroline du Nord proche de son intensité maximale. Il continue alors à traverser les États-Unis. Il sera absorbé par un Front au nord des Grands Lacs. Fran sera meurtrier et dévastateur. Les inondations en seront la principale raison. Les dommages sont estimés à 3,6 milliards de dollars. En tout, il y aura 36 morts.

### Tempête tropicale Gustav
Une troisième onde tropicale issue de la série commencée le 17 août, rencontre l'Atlantique le 24 août. Elle devient la Septième dépression tropicale le 26 août. Elle est requalifiée tempête tropicale Gustav le 28 août. Gêné par la présence de Fran, il ne parvient pas à se développer. Puis la mise en place d'un creux barométrique bousculant l'anticyclone des Açores achève de le dissiper le 2 septembre.

### Ouragan Hortense
Une onde tropicale émerge de la côte africaine le 30 août et se développe en dépression tropicale Huit le 3 septembre. La dépression s'intensifie doucement, alors qu'elle bouge vers l'ouest de l'Atlantique, en tempête tropicale Hortense le 7 septembre. Le 8 septembre, Hortense frappe la Guadeloupe, et atteint le stade d'ouragan lors de son passage en mer des Caraïbes. Hortense se dirige au nord et traverse Porto Rico, vers Guánica le 10 septembre. Hortense atteint la côte Est de la République dominicaine et part vers le nord.

### Ouragan Isidore
Une onde tropicale bien formée sort de la côte de l'Afrique le 22 septembre et se dirige vers l'ouest, passant au sud des îles du Cap-Vert. Selon la technique de Dvorak, elle devient la neuvième dépression tropicale de la saison le 24 septembre alors que des orages qui se forment sous l'onde et entrent en rotation autour d'un centre de basse pression. Son déplacement reste vers l'ouest et rapide grâce à la circulation atmosphérique causée par l'anticyclone des Açores au nord du système mais elle développe quand même des bandes de précipitations intenses.
Le 25 septembre, le système est reclassé tempête tropicale Isidore et seulement 24 heures plus tard devient un ouragan. Le 28 septembre, Isidore tourne vers le nord et atteint le niveau d'ouragan majeur (catégorie 3) avec des vents de 185 km/h et une pression centrale de 960 hPa. Après ce maximum d'intensité, l'ouragan Isidore commence à faiblir à la faveur d'une augmentation du cisaillement des vents en altitude.
Le 30 septembre, il retombe au niveau de tempête tropicale. Le lendemain, il régresse au niveau de dépression tropicale après avoir perdu la grande partie de sa convection et finalement devient un cyclone extratropical le 2 octobre. Les restes d'Isidore se dissipent 12 heures plus tard sans avoir causé aucun dommage ni perte de vie, ayant passé toute sa vie en mer. Seul un navire a rapporté des vents de force de tempête tropicale.

### Tempête tropicale Josephine
Une dépression météorologique causée par un front froid forme une dépression tropicale le 4 octobre à l'ouest du golfe du Mexique. Alors qu'elle se dirige au nord-ouest, des vents violents se font ressentir et une forte pression atmosphérique faisant de la dépression une tempête tropicale. Josephine s'intensifie fortement alors qu'elle continue sa trajectoire au nord-ouest, et frappe le Panhandle de Floride dans le comté de Taylor le 8 octobre avec des vents à 110 km/h. La tempête s'affaiblit et devient extratropicale lors de son passage en Géorgie. Les restes de Josephine forment une puissante tempête du Cap Hatteras qui frappe la côte Est des États-Unis et du Canada avant de revenir sous la forme de tempête extratropicale lors de son passage en Islande le 16 octobre.

### Ouragan Marco
Un front froid a interagi avec plusieurs ondes tropicales, engendrant finalement la dépression tropicale Treize le 16 novembre, au sud-ouest de la Jamaïque. Elle est restée faible tout en se dirigeant vers le sud-ouest et finalement vers le sud. Le 19 novembre, la dépression s'est intensifiée en tempête tropicale et fut renommée Marco. Sa trajectoire s'est alors recourbé vers l'est et le système a continué à se renforcer, devenant brièvement un ouragan le 20 novembre.
Marco s'est affaibli à nouveau à une tempête tropicale plus tard dans la journée et a tourné vers le nord-est en direction d'Hispaniola, mais est devenue plus tard stationnaire avant de tourner vers l'est puis vers l'ouest. Après s'être affaiblie en une dépression tropicale le 23 novembre, Marco est redevenu une tempête tropicale le jour suivant. Par la suite, celle-ci s'est dirigée vers le nord-ouest en fluctuant en intensité, avant de se dissiper le 26 novembre.
Bien qu'il n'ait pas touché terre, Marco a produit de fortes pluies sur les Grandes Antilles et en Amérique centrale ce qui ont provoqué d'importantes inondations dans certaines régions. Au Honduras, 4 000 maisons ont été détruites, 40 ponts emportés et près de 200 km2 de plantations fruitières ont été inondées,. Neuf décès ont également été signalés.
Des dégâts par inondation dans d'autres pays d'Amérique centrale ont également été signalés, bien que les effets aient été moins graves. De fortes pluies ont également été signalées à Cuba. Marco a également contribué à une inondation en cours en Jamaïque et a causé trois décès supplémentaires en République dominicaine,.
Au total, Marco a causé 15 décès et pour environ 8,2 millions de dollars en dommages,,,,.